# Tat'jana Veniaminovna Vedeneeva

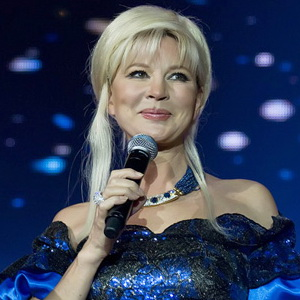
Tatiana Vedeneeva, 2009

Tat'jana Veniaminovna Vedeneeva, in russo Татьяна Вениаминовна Веденеевa? (Stalingrado, 10 luglio 1953), è un'attrice, conduttrice televisiva e giornalista russa.

## Biografia
Nel 1972 si trasferisce a Mosca e si iscrive all'Università russa di arti teatrali (GITIS). Pur proseguendo la sua formazione teatrale ben presto debutta nel cinema, recitando ad esempio in Ciao, sono tua zia! (1975). Dopo la laurea Vedeneeva lavora al Teatro Majakovskij di Mosca, ma ben presto viene licenziata per non aver regolarizzato il suo status politico. I bambini sovietici degli anni settanta e anni ottanta la ricordano per aver ricoperto un ruolo di primo piano nel programma per bambini Notte tranquilla, cari bambini! (Спокойной ночи, малыши) e nella messa in scena della fiaba V gostjach u skazki (В гостях у сказки), nel ruolo di "zia Tania". Vedeneeva realizza poi vari altri spettacoli televisivi e altre manifestazioni concertistiche, diventato tra i personaggi più popolari dell'Unione Sovietica. Nel 1993 viene costretta a licenziarsi per essersi assentata dal posto di lavoro in maniera ingiustificata.
Successivamente si trasferisce in Francia con il marito, dove ha vissuto fino al 1999. Dal 2000 Vedeneeva torna in Russia e partecipa come giornalista e opinionista a programmi televisivi.

## Filmografia parziale
- Mnogo šuma iz ničego (1973)
- Seržant milicii (1974)
- Zdravstvujte, ja vaša tëtja! (Film TV - 1975)
- Fantazija (1976)
- Ėto my ne prochodili (1977)